# 656 v. Chr.
Portal Geschichte | Portal Biografien | Aktuelle Ereignisse | Jahreskalender | Tagesartikel

◄ |
8. Jahrhundert v. Chr. |
7. Jahrhundert v. Chr. |
6. Jahrhundert v. Chr. |
►

◄ | 670er v. Chr. | 660er v. Chr. | 650er v. Chr. | 640er v. Chr. |
630er v. Chr. |
►

◄◄ | ◄ | 659 v. Chr. | 658 v. Chr. | 657 v. Chr. | 656 v. Chr. |
655 v. Chr. |
654 v. Chr. |
653 v. Chr. |
► |
►►

## Ereignisse

### Politik und Weltgeschehen
- Psammetich I., assyrischer Statthalter in Ägypten, macht dieses in einer Schwächeperiode Assurs unabhängig und eint es.

- um 657/656: Kypselos vertreibt die Bakchiaden und übernimmt die Herrschaft in Korinth.

### Sport und Religion
- Chionis von Sparta wird Olympiasieger im Stadionlauf und im Diaulos.